# Can Pere Pineda
Can Pere Pineda és una casa eclèctica de Granollers (Vallès Oriental) inclosa a l'Inventari del Patrimoni Arquitectònic de Catalunya.

## Descripció
Es tracta d'un edifici entre parets mitgeres de planta baixa, dos pisos i golfes amb façana de composició simètrica. Als dos pisos hi ha balconeres corregudes sostingudes per permòdols. Les golfes s'obren en arqueria.
Els elements formals li donen un caràcter eclèctic

## Història
L'edifici se situa al carrer Ricomà, lloc on es van bastir les primeres edificacions al voltant de les muralles, el segle xix, destruída la qual el creixement urbanístic conegué una gran expansió. En aquest carrer trobem representades variants arquitectòniques dels estils popularitzats en aquesta època.